# Hội nghị Liên Hợp Quốc về Biến đổi Khí hậu 2014

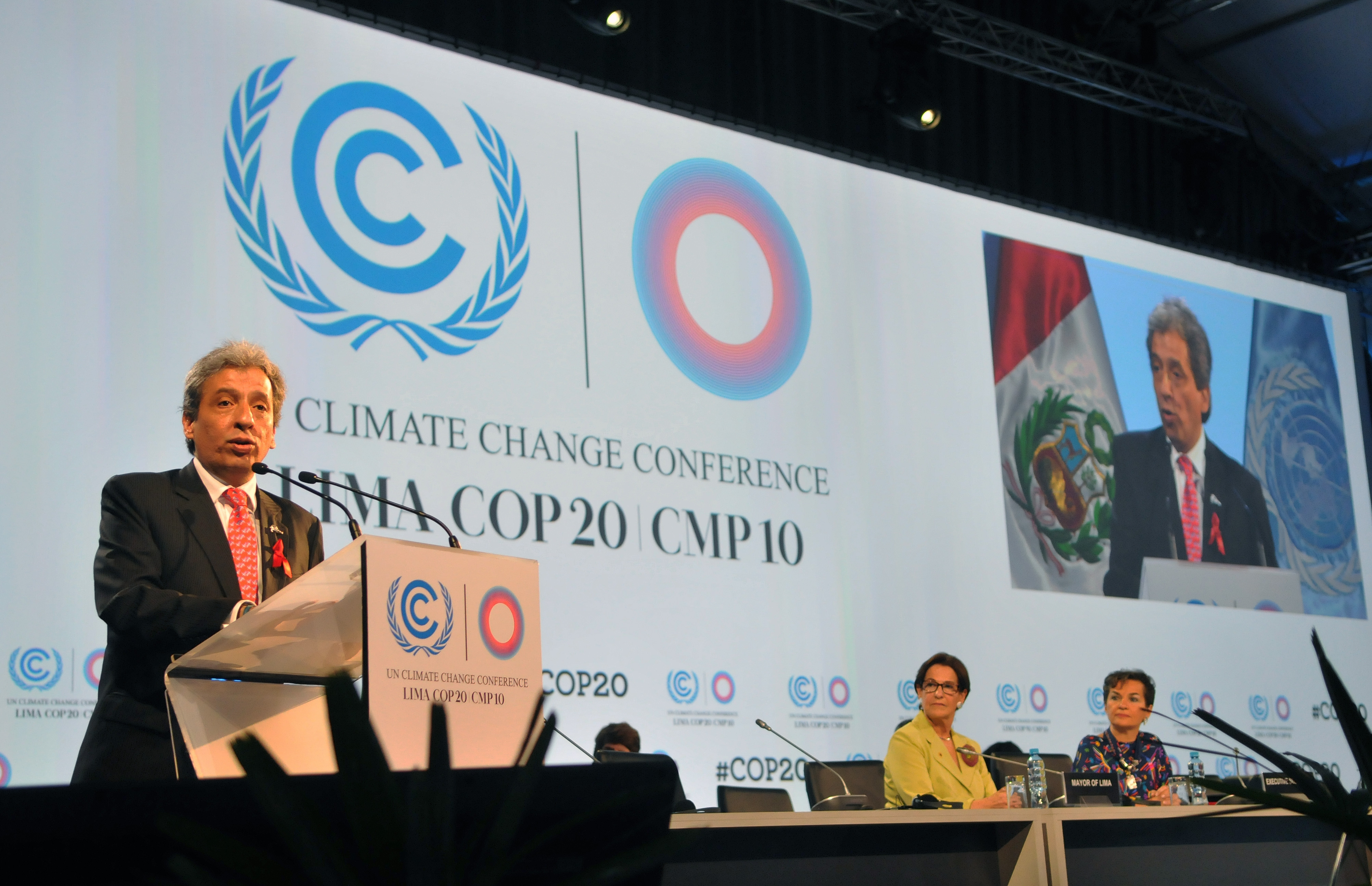
Khai mạc COP20.

Hội nghị Liên Hợp Quốc về Biến đổi Khí hậu 2014, COP20 hoặc CMP10 được tổ chức tại Lima, Peru, từ 1 tháng 12 cho tới 12 tháng 12 năm 2014. Đây là phiên họp hàng năm thứ 20 của Hội nghị các bên (COP 20) là thành viên Công ước khung Liên Hợp Quốc về Biến đổi Khí hậu (UNFCCC) năm 1992 và phiên họp thứ 10 của Hội nghị các bên (CMP 10) là thành viên của Nghị định thư Kyoto năm 1997. Các đại biểu của hội nghị đàm phán tiến tới một thỏa thuận khí hậu toàn cầu.

## Khái quát
Trong khi đây là một hội nghị diễn ra hàng năm, có nhiều sự chú ý hơn đổ dồn về Hội nghị năm 2015 tổ chức tại Paris. Một tuyên bố của Tổng thư ký Liên Hợp Quốc Ban Ki-moon đã dự đoán trước hội nghị biến đổi khí hậu sẽ diễn ra vào tháng 9 năm 2014, nhưng không tổ chức một hội nghị nào cho hội nghị năm 2014 tại Lima hay hội nghị tại Paris.

## Đàm phán
Mục tiêu bao quát của hội nghị là nhằm làm giảm lượng khí thải nhà kính để hạn chế sự tăng nhiệt độ toàn cầu lên 2 độ C trên mức hiện tại.

### Liên Minh Châu Âu
EU đặt mục tiêu giảm bắt buộc 40% một cách hợp pháp lượng khí thải carbon tới năm 2030 so với trong năm 1990.

## Chính sách của các nước sản xuất dầu
Trước khi diễn ra Hội nghị Biến đổi Khí hậu, các nước sản xuất dầu đã tăng lượng sản xuất dầu và dầu trở nên rẻ hơn so với nhiều năm trước đó.